# Óskar Thór Axelsson
Pour les articles homonymes, voir Axelsson.
Óskar Thór Axelsson est un réalisateur, scénariste et directeur de la photographie islandais, né en 1973.

## Biographie

### Jeunesse et formation
Óskar Thór Axelsson est né en Islande. À onze-treize ans, il réalise déjà des courts métrages avec l’appareil de photo que son père a emprunté à son travail. 
Il obtient une licence en littérature à l'Université d'Islande en 1997, puis passe un an dans le programme d'échange Erasmus à l'University College de Londres (UCL). Il s’inscrit à l’Université de New York, d'où il en sort diplômé en 2006 d'un master en réalisation cinématographique.

### Carrière
Óskar Thór Axelsson débute en tant que directeur de la photographie. En 2004, il écrit et réalise son premier court métrage Nylon, ainsi que Traveler (2005) et Dans la brume islandaise (Traveler, 2007).
En 2012, il présente son premier long métrage Black's Game (Svartur á leik) pour lequel il obtient le prix d’Edda du meilleur scénario de l’année en 2013.
En 2016, il travaille sur les cinq épisodes de la série policière Trapped (Ófærð).
En 2017, il écrit et réalise les six épisodes de la série Stella Blómkvist, et adapte avec le scénariste Ottó Geir Borg le roman islandais Je sais qui tu es (Ég man þig) de Yrsa Sigurðardóttir à l’écran le thriller horrifique Les Fantômes du passé (Ég man þig).

## Filmographie

### En tant que réalisateur

#### Films
- 2012 : Black's Game (Svartur á leik)
- 2017 : Les Fantômes du passé (Ég man þig)
- 2023 : Opération Napoléon

#### Courts métrages
- 2004 : Nylon
- 2005 : Traveler
- 2007 : Dans la brume islandaise (Misty Mountain) (sous le nom de Óskar Þór Axelsson)

#### Séries télévisées
- 2016-2019 : Trapped (Ófærð) (5 épisodes)
- 2017 : Stella Blómkvist (6 épisodes)
- 2019 : Sanctuary (4 épisodes)

### En tant que scénariste

#### Films
- 2012 : Black's Game (Svartur á leik) de lui-même
- 2017 : Les Fantômes du passé (Ég man þig) de lui-même

#### Courts métrages
- 2004 : Nylon de lui-même
- 2005 : Traveler de lui-même
- 2007 : Dans la brume islandaise (Misty Mountain) de lui-même (sous le nom de Óskar Þór Axelsson)

#### Séries télévisées
- 2017 : Stella Blómkvist (6 épisodes)

### En tant que directeur de la photographie

#### Courts métrages
- 2003 : Karamellumyndin de Gunnar B. Guðmundsson
- 2004 : Plastic Migration de Rob Meyer
- 2004 : Maximum Risk de Max Finneran
- 2004 : Cha Cha de los Chans de Mark Heyman
- 2005 : Dance Mania Fantastic de Sasie Sealy
- 2005 : Flightless Birds de Phil Johnston
- 2005 : The King's Inn de Max Finneran
- 2006 : Góðir gestir d’Ísold Uggadóttir
- 2007 : Pumpkin Hell de Max Finneran
- 2009 : Njálsgata d’Ísold Uggadóttir
- 2011 : Útrás Reykjavík d’Ísold Uggadóttir

## Distinctions

### Récompense
- Edduverðlaunin 2013 : Meilleur scénario de l’année (Handrit ársins) pour Black's Game (Svartur á leik)

### Nominations
- Festival international du film de Copenhague 2012 : Prix du public pour Black's Game (Svartur á leik)
- Festival international du film de Rotterdam 2012 : Tigre d'or du meilleur film Black's Game (Svartur á leik)
- Edduverðlaunin 2013 : Meilleur réalisateur de l’année (Leikstjóri ársins) pour Black's Game (Svartur á leik)